# Lidhults municipalsamhälle
Lidhults municipalsamhälle var ett municipalsamhälle i Lidhults landskommun i Kronobergs län.

## Administrativ historik
Municipalsamhället omfattade orten Lidhult och inrättades enligt beslut den 30 december 1922 i Lidhults landskommun. Inom municipalsamhället gällde tre av stadsstadgorna: brandstadgan, byggnadsstadgan och ordningsstadgan.
Lidhults municipalsamhälle upplöstes den 1 januari 1967.

### Kyrklig tillhörighet
Municipalsamhället tillhörde i kyrkligt hänseende Lidhults församling.

## Befolkningsutveckling
| Befolkningsutvecklingen i Lidhults municipalsamhälle 1922–1966                                                               | Befolkningsutvecklingen i Lidhults municipalsamhälle 1922–1966 | Befolkningsutvecklingen i Lidhults municipalsamhälle 1922–1966 | Befolkningsutvecklingen i Lidhults municipalsamhälle 1922–1966 | Befolkningsutvecklingen i Lidhults municipalsamhälle 1922–1966 |
| --- | -------------------------------------------------------------- | -------------------------------------------------------------- | -------------------------------------------------------------- | -------------------------------------------------------------- |
| |                                                                |                                                                |                                                                |                                                                |
| År |                                                                |                                                                | Invånare                                                       |                                                                |
| 1922 | 1922                                                           |                                                                | 301                                                            | 301                                                            |
| 1925 | 1925                                                           |                                                                | 343                                                            | 343                                                            |
| 1930 | 1930                                                           |                                                                | 406                                                            | 406                                                            |
| 1935 | 1935                                                           |                                                                | 397                                                            | 397                                                            |
| 1940 | 1940                                                           |                                                                | 416                                                            | 416                                                            |
| 1945 | 1945                                                           |                                                                | 488                                                            | 488                                                            |
| 1950 | 1950                                                           |                                                                | 570                                                            | 570                                                            |
| 1955 | 1955                                                           |                                                                | 668                                                            | 668                                                            |
| 1960 | 1960                                                           |                                                                | 634                                                            | 634                                                            |
| 1965 | 1965                                                           |                                                                | 716                                                            | 716                                                            |
| 1966 | 1966                                                           |                                                                | 679                                                            | 679                                                            |
| Befolkning den 31 december enligt den administrativa indelningen den 1 januari följande år Källa: SCB:s historiska statistik |                                                                |                                                                |                                                                |                                                                |

## Geografi
Lidhults municipalsamhälle omfattade den 1 januari 1931 en areal av 2,67 km², varav 2,67 km² land.

## Politik

### Mandatfördelning i Lidhults municipalsamhälle 1962
| 7 | 3 | 3 | 2 |

| 15 |